# Permetrină
Permetrina este un derivat sintetic de piretrină, fiind utilizată ca insecticid (pediculicid și scabicid).
Molecula a fost descoperită în anul 1973. Se află pe lista medicamentelor esențiale ale Organizației Mondiale a Sănătății.

## Utilizări

### Agricultură
Permetrina este utilizată pentru protejarea recoltelor de insecte.

### Medicale
Permetrina este utilizată sub formă de creme sau loțiuni, în tratamentul și profilaxia pediculozei și în tratamentul scabiei.